# Carsten Müller (Fußballspieler)
Carsten Müller (* 3. Oktober 1971 in Burg (bei Magdeburg)) ist ein ehemaliger deutscher Fußballspieler und heutiger Funktionär sowie Fußballtrainer. In der höchsten Spielklasse des DDR-Fußballs, der Oberliga, spielte er für den 1. FC Magdeburg.

## Sportliche Laufbahn

### Club- und Vereinsstationen
Beim 1. FC Magdeburg gehörte er zunächst zur Juniorenoberligamannschaft. In der Wendesaison der Oberliga 1989/90 kam der Teenager zu seinen ersten und beiden einzigen Oberhauseinsätzen in den Monaten rund um den Mauerfall. In der letzten eigenständigen Saison des ostdeutschen Erstligafußballs wurde er nicht vom FCM aufgeboten. Nach der Zusammenführung von ost- und westdeutschem Fußball lief er in der damals drittklassigen NOFV-Amateur-Oberliga in 68 Punktspielen für die Bördestädter auf.

### Auswahleinsätze
Seine Leistungen im FCM-Nachwuchs machten die Verantwortlichen des DFV auf ihn aufmerksam. Neun Länderspiele absolvierte Müller für die Juniorennationalmannschaften der DDR kurz vor der Auflösung des Arbeiter- und Bauernstaates. Mit der DDR-U-17-Auswahl spielte er im Frühjahr in der Qualifikation zur U-18-EM 1990. Im Sommer 1989 gehörte er zur ostdeutschen U-18, die im Herbst dieses Jahres die EM-Qualifikationsspiele fortführte, aber zuvor vor heimischer Kulisse an den Jugendwettkämpfen der Freundschaft teilgenommen hatte.

## Funktionärs- und Trainerkarriere
2007 wurde Müller beim 1. FC Magdeburg Leiter des neu gebildeten Nachwuchsleistungszentrums des damaligen Regionalligisten. Von 2008 bis 2009 absolvierte er zudem beim DFB die elfmonatige Ausbildung zum Fußballlehrer (UEFA-Pro-Lizenz) und hospitierte in deren Rahmen mehrfach bei der Bundesliga-Mannschaft von Hannover 96 unter Dieter Hecking. Parallel zur Leitung des Nachwuchsleistungszentrums war er ab dem Sommer 2009 auch Co-Trainer der Regionalliga-Mannschaft unter Cheftrainer Steffen Baumgart. Nach der Freistellung Baumgarts im März 2010 betreute Müller die Mannschaft in den restlichen elf Spielen bis Saisonende, ehe für die anschließende Saison 2010/11 Ruud Kaiser als Trainer verpflichtet wurde. Als dieser im März 2011 ebenfalls freigestellt wurde, übernahm der bisherige Trainer der zweiten Mannschaft des Vereins, Wolfgang Sandhowe, die erste Mannschaft als Interimstrainer, woraufhin Müller wiederum für diesen bis zum Saisonende für zwölf Spiele die zweite Mannschaft in der Oberliga trainierte. Ab Oktober 2011 fungierte Müller erneut auch als Co-Trainer der ersten Mannschaft unter Ronny Thielemann sowie ab März 2012 unter Detlef Ullrich. Nach dessen Freistellung im Mai 2012 betreute er in den letzten drei Spielen der Saison die Mannschaft erneut als Interimstrainer. Anschließend kehrte er wieder in den Nachwuchsbereich der Magdeburger zurück und betreute dort zusätzlich zur Gesamtleitung zuletzt die U15 des Vereins.
Im Januar 2015 verließ Müller die Magdeburger und wechselte in gleicher Funktion als Leiter des Nachwuchsleistungszentrums zum Zweitligisten FC Erzgebirge Aue. Ab März 2019 assistierte er zusätzlich bis zum Sommer Cheftrainer Daniel Meyer bei der Profimannschaft. Im Oktober 2021 wurde er formal Cheftrainer der Profimannschaft, da der faktische Cheftrainer Marc Hensel nicht über die erforderliche Fußballlehrer-Lizenz verfügte. Nach einigen Wochen übernahm der neue Sportdirektor Pavel Dotchev die Funktion des formalen Lizenzhalters.
Im September 2022 übernahm Müller die Profimannschaft, die zur Saison 2022/23 in die 3. Liga abgestiegen war, als Nachfolger des erst im Sommer verpflichteten Timo Rost tatsächlich als Interimstrainer. Der Verein stand zu diesem Zeitpunkt nach dem 9. Spieltag ohne Sieg und mit nur drei Punkten auf dem letzten Platz. Nachdem Müller die folgenden drei Pflichtspiele gewonnen hatte, wurde entschieden, dass er die Mannschaft bis zur Winterpause betreuen werde. In der Winterpause kehrte Pavel Dotchev als Cheftrainer zurück, während Müller wieder seine Aufgaben im Nachwuchsleistungszentrum übernahm. Die Mannschaft stand zu diesem Zeitpunkt nach dem 17. Spieltag mit 14 Punkten noch immer auf einem Abstiegsplatz.
Nach neuneinhalb Jahren in Aue kehrte Müller im Sommer 2024 wieder zum 1. FC Magdeburg zurück, dessen Profimannschaft inzwischen in der 2. Bundesliga antrat, und übernahm dort erneut die Leitung des Nachwuchsleistungszentrums.